# Hermacha anomala
Hermacha anomala är en spindelart som först beskrevs av Philipp Bertkau 1880.  
Hermacha anomala ingår i släktet Hermacha och familjen Nemesiidae. Inga underarter finns listade i Catalogue of Life.